# Molybdenpentaklorid
Molybdenpentaklorid eller Molybden(V)klorid (MoCl5) är den mest framträdande halogeniden för grundämnet molybden och används som reagens i metallorganisk kemi.

## Egenskaper
Molybdenpentaklorid bildar mörkgröna (ibland svarta) kristaller med smältpunkten 194 °C. Ämnet är mycket reaktivt och måste förvaras under en skyddsgas av argon eller kväve. 
Vid reaktion med vatten bildas en vit, giftig och frätande vätekloridgas. Ångorna kan irritera huden, ögonen och slemhinnorna.

## Användning
Ämnet används främst som kloridkatalysator och som komponent i brandsäkra hartser. Det används även för produktion av molybdenhexakarbonyl och metallorganiska föreningar. 

## Framställning
Molybdenpentaklorid kan framställas genom att molybdenmetall reagerar med klor vid 350 ℃. Den kemiska reaktionsformeln är följande: 2Mo + 5Cl2 → 2MoCl5.